# SG Cortina
Hafro S.G. Cortina je hokejový klub z Itálie. Tým odehrává zápasy v Stadio Olimpico del Ghiaccio aréně. V současnosti hraje tým v nejvyšší italské hokejové lize (Série A) a mezinárodní Alpské lize. Tým byl založený roku 1924 ve městech Cortina d'Ampezzo a Veneto. Klub má v barvách azurovou a bílou. 

## Údaje
- Města - Cortina d'Ampezzo a Veneto
- Liga - Italská liga ledního hokeje (Série A), Alpská hokejová liga (AHL)
- Založení - 1924
- Aréna - Stadio Olimpico del Ghiaccio
- Barvy - Azurová a Bílá

## Úspěchy
- Serie A:
  - Vítězové (16x) : 1932, 1957, 1959, 1961, 1962, 1964, 1965, 1966, 1967, 1968, 1970, 1971, 1972, 1974, 1975, 2007

- Coppa Italia:
  - Vítězové (3x) : 1973, 1974, 2012

### Významní hráči
- Cam Keith
- Adam Munro
- Dan Sullivan

- Martin Wilde
- Jonas Johansson

- Matt Cullen